# وزارة ناجي طالب
تشكلت وزارة ناجي طالب يوم 6 آب 1966 بتكليف من الرئيس عبد الرحمن عارف خلفا لوزارة عبد الرحمن البزاز الثانية.
كانت استقالت عبد الرحمن البزاز الثانية نتيجة ضغوط تعرضت لها بعد بمحاولة الانقلاب الفاشلة التي قادها عارف عبد الرزاق يوم 30 حزيران 1966.

## تشكيلة الوزارة
كانت تشكيلة الوزارة كما يلي:
- رئيس الوزراء: ناجي طالب، وكذلك وزير النفط وكالة
- نائب رئيس الوزراء: رجب عبد المجيد، وكذلك وزير الداخلية
- وزير الخارجية: عدنان الباجه جي
- وزير المالية: عبد الله مصطفى النقشبندي
- وزير الدفاع: شاكر محمود شكري
- وزير العدل: مصلح النقشبندي
- وزير التربية: عبد الرحمن محمد خالد القيسي
- وزير الثقافة والإرشاد: دريد نعمة الله الدملوجي
- وزير العمل والشؤون الاجتماعية: فريد فتيان الراوي
- وزير الصحة: فؤاد حسن غالي
- وزير المواصلات: إسماعيل مصطفى
- وزير الزراعة والإصلاح الزراعي: أحمد مهدي الدجيلي بالوكالة
- وزير التخطيط: محمد يعقوب السعيدي
- وزير الاقتصاد: كاظم عبد الحميد المهيدي
- وزير الصناعة: خالد عبد الله محمد الشاوي
- وزير البلديات والأشغال العامة: داود يعقوب سرسم
- وزير شؤون الوحدة: غربي الحاج أحمد
- وزير الدولة لشؤون إعمار شمالي العراق: أحمد كمال قادر

## استقالة بعض الاعضاء
استقال وزير المالية عبد الله مصطفى النقشبندي، فشغل وزير الصناعة خالد عبد الله محمد الشاوي منصب وزير المالية بالوكالة، كما شغل نائب رئيس الوزراء ووزير الداخلية رجب عبد المجيد منصب وزير الصناعة بالوكالة طيلة فترة سفر الوزير خالد عبد الله محمد الشاوي خارج العراق.

## نهاية الوزراة
استقالت الوزارة يوم 3 أيار 1967، فقام رئيس الجمهورية عبد الرحمن عارف بتشكيل الحكومة في 10 أيار 1967،.